# John Budd Phear
Sir John Budd Phear (* 9. Februar 1825; † 7. April 1905) war ein britischer Kolonialbeamter und Anthropologe.
Er war einer der Richter des High Court of Judicature im Fort William in Bengalen.
Sein Hauptwerk The Aryan Village in India and Ceylon („Das arische Dorf in Indien und Ceylon“) erschien 1880 in London.
Seine Werke wurden vom späten Karl Marx exzerpiert.

## Werke
- Lecture on the Rules of Evidence in Indian Courts of Law … delivered before the Bethune Society on 8th March, 1866 J. C. Hay & Co.: Calcutta, 1866.
- The Hindoo Joint Family. A lecture, etc. G. C. Hay & Co.: Calcutta, 1867.
- Indian Famines and Village Organization. A paper, etc. London.-III. East India Association: 1877
- The Aryan Village in India and Ceylon. London 1880 (Reprint Neu Delhi, 1975) (online; PDF; 8,3 MB)
- International Trade, and the relation between exports and imports. A paper, etc. Macmillan & Co.: London, 1881.